# 뚜루뚜루뚜 나롱이
《룰루숲속 랄라마을 뚜루뚜루뚜 나롱이》는 스튜디오 카브의 동물 애니메이션이다. 대한민국에선 2004년 12월에 문화방송에서 방영이 시작되었고, 2006년 1월 종영 후 후속작품인 쾌걸롱맨 나롱이가 방영되었다. 2008년 12월 19일부터 OBS에서 방영 중이다. 나롱이 시리즈의 나롱이는 나롱이 시리즈에 나오기 전에 스피어즈에 먼저 출연 했었다.

## 줄거리
룰루숲속 랄라마을은 지구상 어딘가에 있을 법한 숲속 작은 마을. 동물들이 옹기종기 모여 사는 이 곳이 귀염둥이 하늘다람쥐 나롱이가 살고 있는 마을이야. 나는 아빠와 열명의 형님들과 함께 살면서 학교에 다니고 있는 초등학생 하늘다람쥐야. 친구인 우꺄와 타조리, 만두브라더스 등과 함께 매일매일 즐겁고 행복한 날들을 보내고 있지. 어떤 날은 굉장한 사건도 터지고 가끔 슬픈 일도 있지만 언제나 친구들을 아끼고 사랑하며 착하게 살려고 노력한단다. 좌충우돌 말도 많고, 탈도 많지만, 난 얼굴도 깨끗이 씻고 이도 싹싹 닦고 학교모자도 잘 챙기고 밥도 남김없이 먹으면서 하루하루의 삶에 감사하고 더 착하게 살 수 있도록 스스로에게 다짐을 하곤 해. 학교에서, 숲속에서, 그리고 상상의 세계에서 펼쳐지는 나와 숲속 친구들의 재밌고 신나는 이야기는 우리 친구들의 순수함을 지켜주고 건강하고 씩씩하게 자라날 수 있도록 도와줄거야.

## 캐릭터 프로필
나롱이
- 나이는 만 8세. 초등학교의 남학생으로 연분홍색 동물 개체이며 다람쥐 어머니와 하늘다람쥐 아버지에 의한 혼혈이다. 일단 공식 소개란에선 '하늘다람쥐'라는 말이 있다. 매우 겁이 많고 몸과 의지가 약하고 마음이 여리고 어리숙하고 자주 눈물을 흘리긴 하나, 속으로는 의외로 이해심에 순수함에 조금 용감한 기질도 어느정도는 남아있다.

우꺄
- 나이는 만 8세. 초등학교 여학생 수달. 츤데레가 있으며 속이 꽤 좁고 콧대 높고 무뚝뚝하고 과격함이 있음과 더불어 잘 운다는 점도 있다. 속으로는 꽤 당차고 똑똑하고 영리하면서도 이해심도 남아있다.

타조리
- 나이는 만 8세. 초등학교 남학생 타조.

숭숭이
- 나이는 만 8세. 초등학교 남학생 원숭이. 의외로 사고를 자주 일으킨다.

호비
- 나이는 만 8세. 초등학교 남학생 러시아호랑이.

토리
- 나이는 만 8세. 초등학교 여학생 흰색 토끼.

팬지
- 나이는 만 8세. 초등학교 여학생 판다.

리리
- 나이는 만 8세. 초등학교 여학생 작은 종달새.

나롱이 아빠 (이름: 달봉)
- 종족은 하늘다람쥐. 나이는 45세 정도. 경찰이며, 무척 엄하고, 살림에 매우 몰두한다. 본래 성격상 성급하기도 콧대 높기도 하다.

펭글박사
- 룰루 숲속 마을의 학교 선생님.

만두브라더스 (7인)
- 무지개만두이며, 펭글 박사를 아빠라고 부르고 있다.
- 그중 하나 초리는 여성이고 나머지는 모두 남성이다.

나롱이 엄마
- 종족은 다람쥐. 이름은 모르지만, 나롱이가 태어났을때, 옛날 사진이 나왔다.
- 나롱이가 태어났을 때 병으로 목숨을 잃었다. (2014년 12월 24일에 나롱이와 나롱이친구들 나롱아빠도 같이 하늘나라로 갔다.)

우꺄 아빠
- 아내인 우꺄 엄마와 사이좋은 남성 수달. 외동딸인 우꺄를 아끼고 사랑한다. 부자로써 콧대높다.

우꺄 엄마
- 남편인 우꺄 아빠와 사이좋고 다정한 30대 중년 여성 수달. 외동딸인 우꺄를 아끼고 사랑한다. 부자로써 콧대높다.

블루이글
- 나롱이 아빠의 옛친구. 한번 노린물건을 놓지 않기 때문에 많은 부자들이 피해를 본다.

## 제작진
- 감독:김금수, Arthur(아르튀르)
- 프로듀서:안성은, 천채정
- 미술감독:김해성
- 대본:황석연
- 콘티:Ambre(엉브흐)
- 마케팅:김신화
- 원작: Louis(루이) (나롱이의 일기)
- 제작 네트워크:유로 픽쳐스, 폴리 사운드
- 비지니스 네트워크:아이코닉스, 위즈 엔터테인먼트, 제로원 픽쳐스, 애니 캐스트

## 성우진
- 김서영 - 나롱이
- 김영선 - 숭숭이, 블루 이글
- 우정신 - 우꺄, 토리
- 류점희 - 호비, 리리
- 이철용 - 펭글박사
- 최한 - 나롱이 아빠(달봉)
- 여민정 - 팬지, 타조리, 우꺄 엄마
- 엄상현 - 우주인
- 최원형 - 이사장

## 방영 목록
| 회차       | 회차       | 제목                      | 방송 일자        |
| 15분판     | 30분판     | 제목                      | 방송 일자        |
| ---------- | ---------- | ------------------------- | ---------------- |
| 1회        | 1회        | 우주인 나타나다!          | 2004년 12월 24일 |
| 2회        | 1회        | 비행연습                  | 2004년 12월 31일 |
| 3회        | 2회        | 어느 일요일의 이야기      | 2005년 1월 7일   |
| 4회        | 2회        | 방귀뿌웅                  | 2005년 1월 14일  |
| 5회        | 3회        | 펭글박사님의 생일         | 2005년 1월 21일  |
| 6회        | 3회        | 힘자랑 고래씨             | 2005년 1월 28일  |
| 7회        | 4회        | 나롱이의 건망증           | 2005년 2월 4일   |
| 8회        | 4회        | 탄생, 만두 브라더스       | 2005년 2월 18일  |
| 9회        | 5회        | 내 이름은 우꺄!           | 2005년 2월 25일  |
| 10회       | 5회        | 초코볼이 맛이없어         | 2005년 3월 4일   |
| 11회       | 6회        | 나롱이의 라이벌           | 2005년 3월 11일  |
| 12회       | 6회        | 무서운 꿈                 | 2005년 3월 18일  |
| 13회       | 7회        | 주인공이 되고싶어         | 2005년 3월 25일  |
| 14회       | 7회        | 아빠의 좌충우돌 하루      | 2005년 4월 1일   |
| 15회       | 8회        | 초코볼약 소동             | 2005년 4월 15일  |
| 16회       | 8회        | 그래도 친구               | 2005년 4월 22일  |
| 17회       | 9회        | 쭈루쭈 공주를 위하여      | 2005년 4월 29일  |
| 18회       | 9회        | 펭글박사의 첫사랑         | 2005년 5월 6일   |
| 19회       | 10회       | 똑똑한 모자               | 2005년 5월 13일  |
| 20회       | 10회       | 세상에서 가장 소중한 보물 | 2005년 5월 20일  |
| 21회       | 11회       | 팬지는 외로워             | 2005년 5월 27일  |
| 22회       | 11회       | 타조리 VS 숭숭이          | 2005년 6월 3일   |
| 23회       | 12회       | 나무꾼 이야기             | 2005년 6월 10일  |
| 24회       | 12회       | 반대로나라                | 2005년 6월 17일  |
| 25회       | 13회       | 진짜 타조리는 누구?       | 2005년 6월 24일  |
| 26회       | 13회       | 마음을 전하는 방법        | 2005년 7월 1일   |
| 27회       | 14회       | 공룡을 찾아라!            | 2005년 7월 8일   |
| 28회       | 14회       | 목 긴 타조리              | 2005년 7월 15일  |
| 29회       | 15회       | 달님이 없어졌어요.        | 2005년 7월 22일  |
| 30회       | 15회       | 우꺄는 푸룽을 좋아해      | 2005년 7월 29일  |
| 31회       | 16회       | 저주받은 소풍날           | 2005년 8월 5일   |
| 32회       | 16회       | 새친구 내친구             | 2005년 8월 12일  |
| 33회       | 17회       | 유령 소동                 | 2005년 8월 19일  |
| 34회       | 17회       | 과자 나무                 | 2005년 8월 26일  |
| 35회       | 18회       | 블루 이글(상)             | 2005년 9월 2일   |
| 36회       | 18회       | 블루 이글(하)             | 2005년 9월 9일   |
| 37회       | 19회       | 만두 브라더스의 가출      | 2005년 9월 23일  |
| 38회       | 19회       | 호비는 고양이!            | 2005년 9월 30일  |
| 39회       | 20회       | 전설의 왕도토리           | 2005년 10월 7일  |
| 40회       | 20회       | 마음으로 부르는 노래      | 2005년 10월 14일 |
| 41회       | 21회       | 음치 타조리               | 2005년 10월 21일 |
| 42회       | 21회       | 이상한 줄자               | 2005년 10월 28일 |
| 43회       | 22회       | 나롱이의 방울             | 2005년 11월 4일  |
| 44회       | 22회       | 우주인의 마술상자         | 2005년 11월 11일 |
| 45회       | 23회       | 재수가 없어               | 2005년 11월 18일 |
| 46회       | 23회       | 그대로가 좋아             | 2005년 11월 25일 |
| 47회       | 24회       | 나롱이의 소원             | 2005년 12월 2일  |
| 48회       | 24회       | 숭숭이 마을               | 2005년 12월 9일  |
| 49회       | 25회       | 엄마의 나무               | 2005년 12월 16일 |
| 50회       | 25회       | 날아라 나롱이             | 2005년 12월 23일 |
| 51회       | 최종화(26) | 안녕 우주인               | 2005년 12월 30일 |
| 최종화(52) | 최종화(26) | 랄라마을을 지켜라         | 2006년 1월 6일   |

## 관련 애니메이션
- 쾌걸롱맨 나롱이
- 그린세이버
- 스피어즈

## 같이 보기
- 나롱이